# Reuth (Vogtland)
Reuth (Vogtland) este o comună din landul Saxonia, Germania.